# Château des Ifs (Haut-Rhin)
Pour les articles homonymes, voir Château des Ifs.
Le château des Ifs est un monument historique situé à Kientzheim, dans le département français du Haut-Rhin.

## Localisation
Ce bâtiment est situé au 6, rue Philippe-Aimé-de-Golbéry à Kientzheim.

## Historique
L'édifice fait l'objet d'une inscription au titre des monuments historiques depuis 1999.

## Architecture

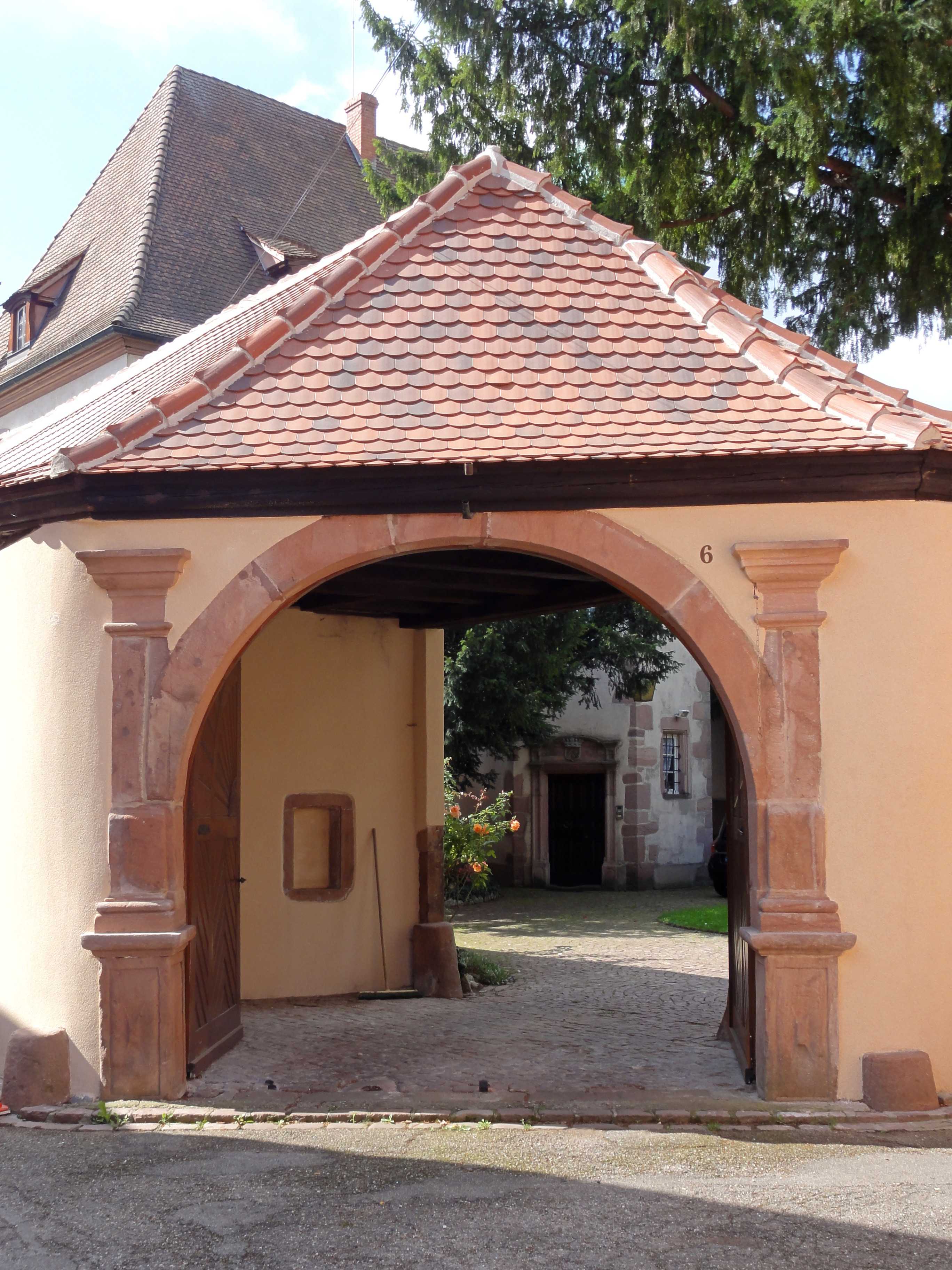
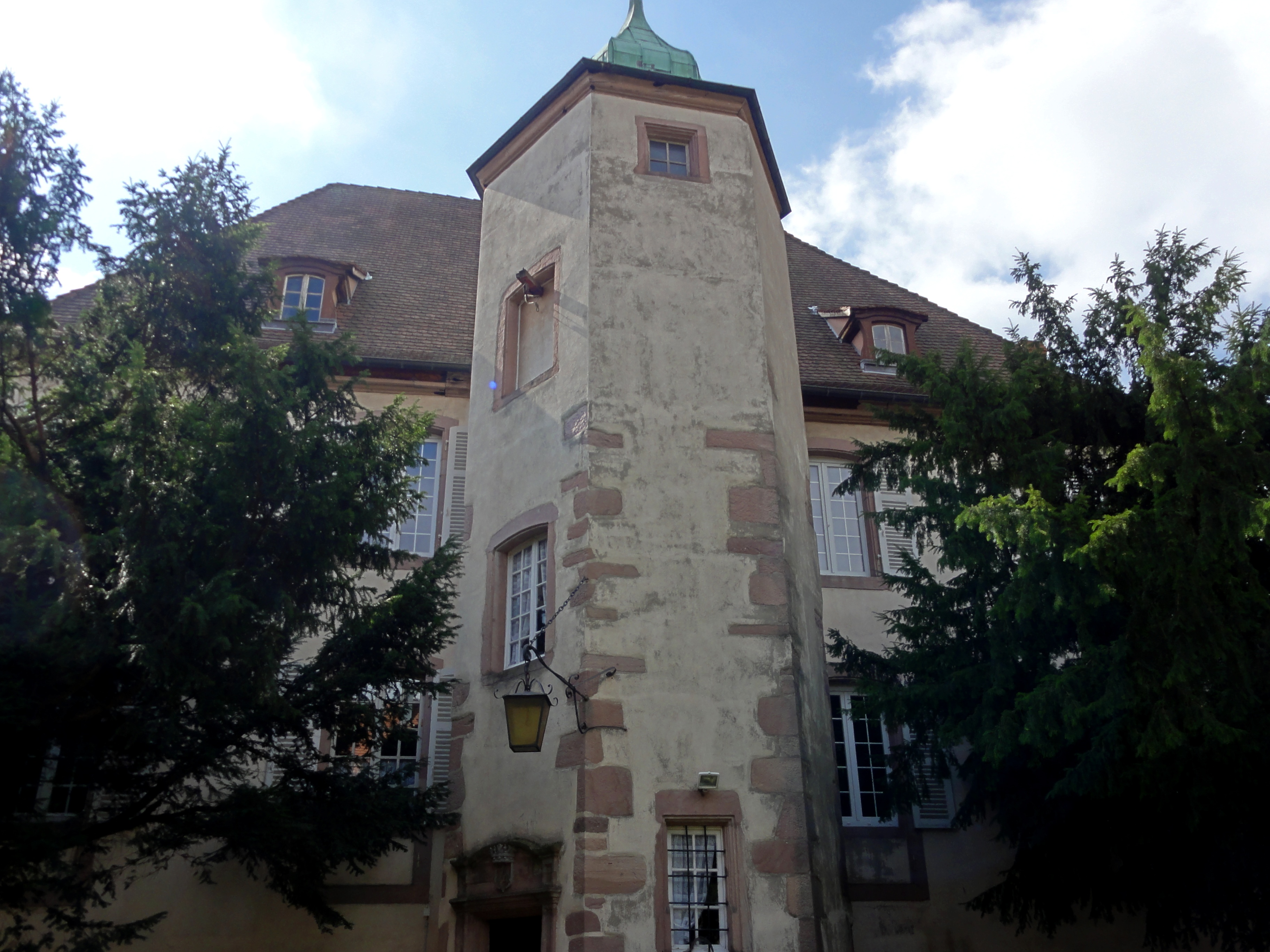
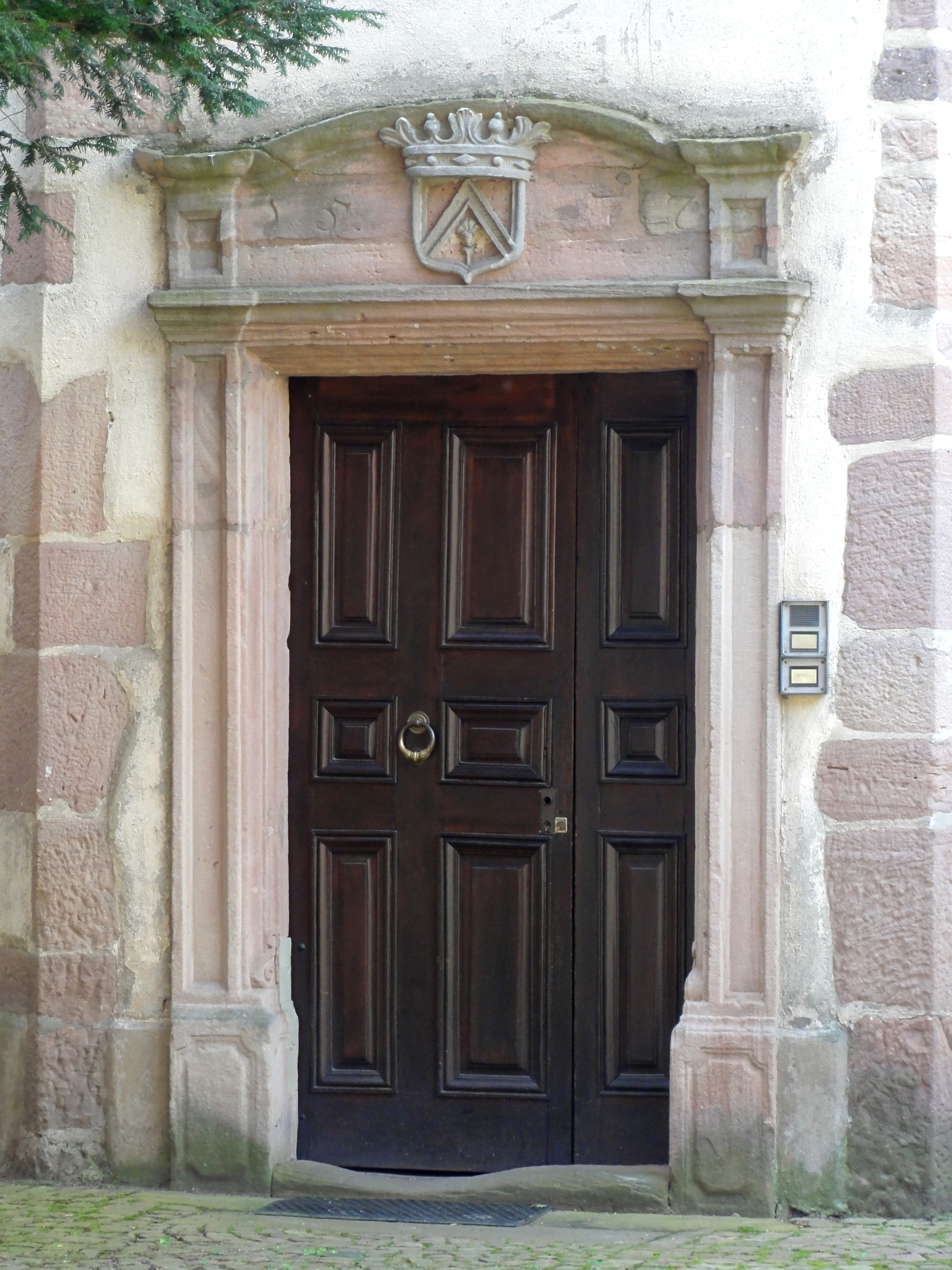
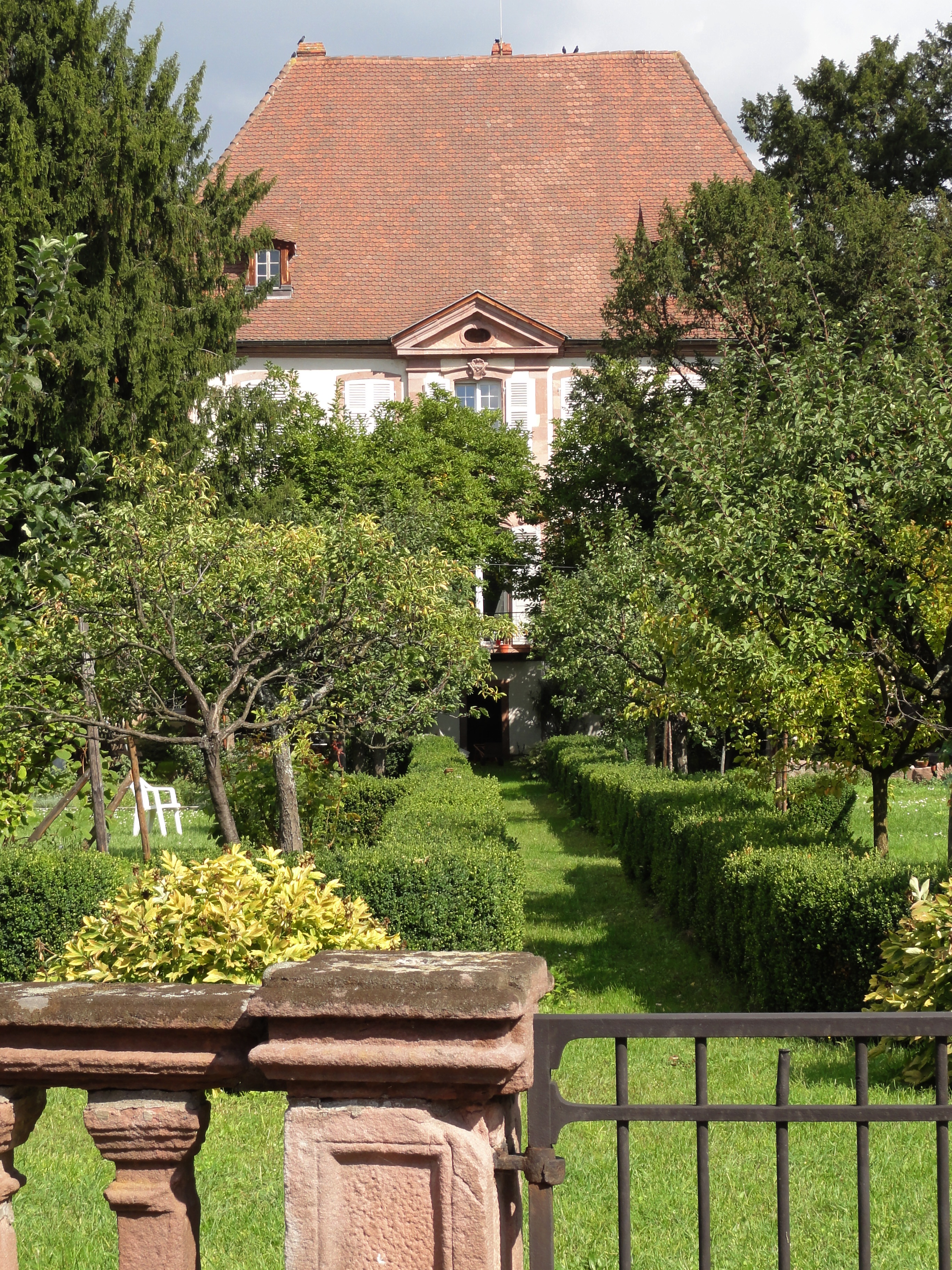